# Tephritis dentata
Tephritis dentata
 es una especie de insecto díptero que Wang describió científicamente por primera vez en el año 1990.
Esta especie pertenece al género Tephritis de la familia Tephritidae.